# Leśnica (přítok Szotkówky)
Leśnica, nebo také Lesznica, je řeka v okrese Wodzisław ve Slezském vojvodství v jižním Polsku. Je pravostranným přítokem řeky Szotkówka a patří do povodí řeky Odry a úmoří Baltského moře.

## Popis toku
Přesné místo počatku řeky není přesně smluvně stanoveno. Leśnica vzniká buď soutokem toků Potok Jedłownicki a Markłówka nebo ještě výše nedaleko soutokem bezejmenného toku s Potokem Jedłownickým. Lze však říci, že počátek Leśnice je ve čtvrti Radlin II města Wodzisław Śląski. Řeka protéká městy Wodzisław Śląski, Czyżowice, Turza Śląska, Łaziska a Godów, kde se zprava vlévá do řeky Szotkówka (přítok řeky Olše) nedaleko od česko-polské státní hranice. Řeka prošla revitalizací a zvýšila se její čistota.

## Galerie

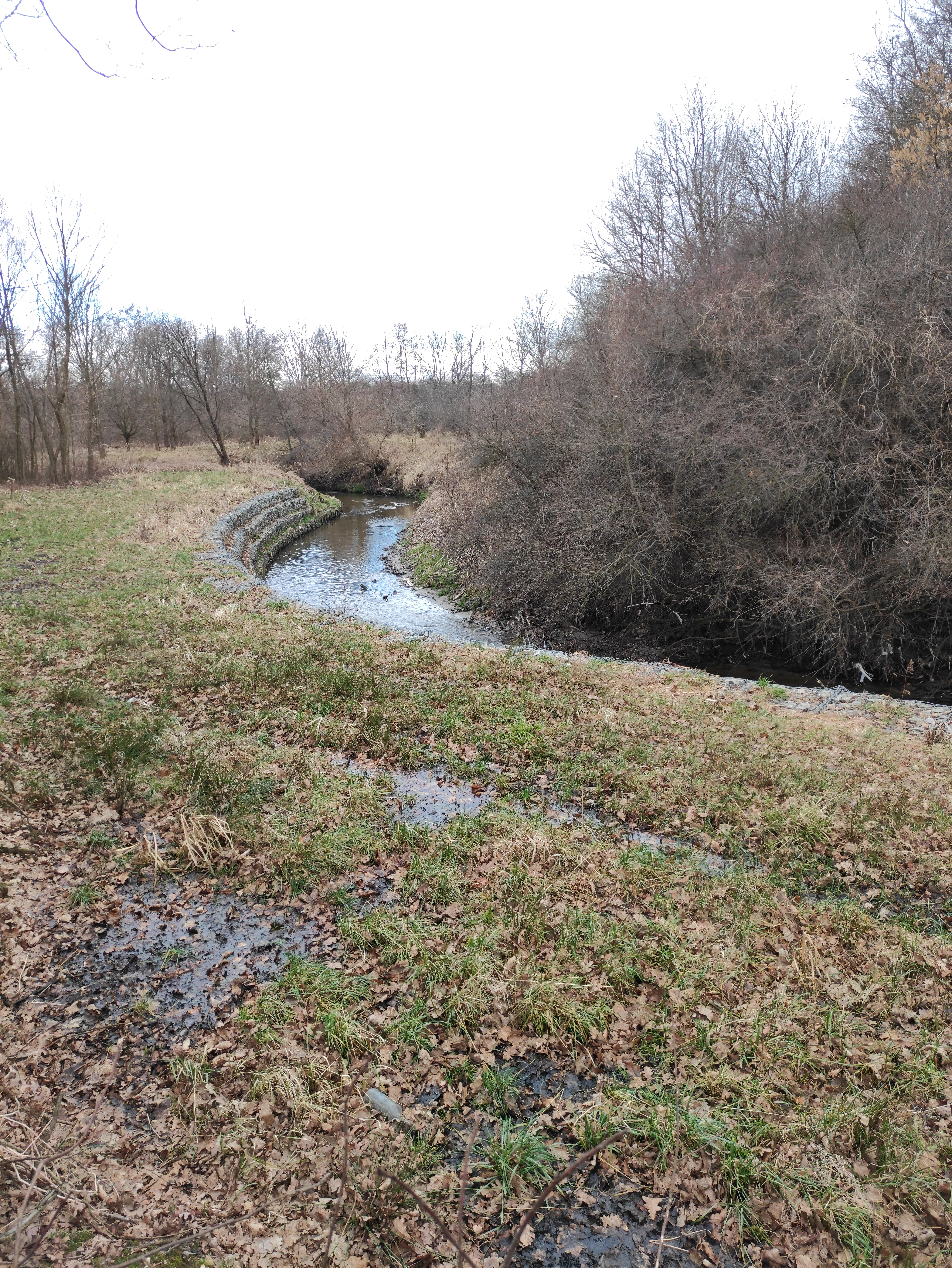
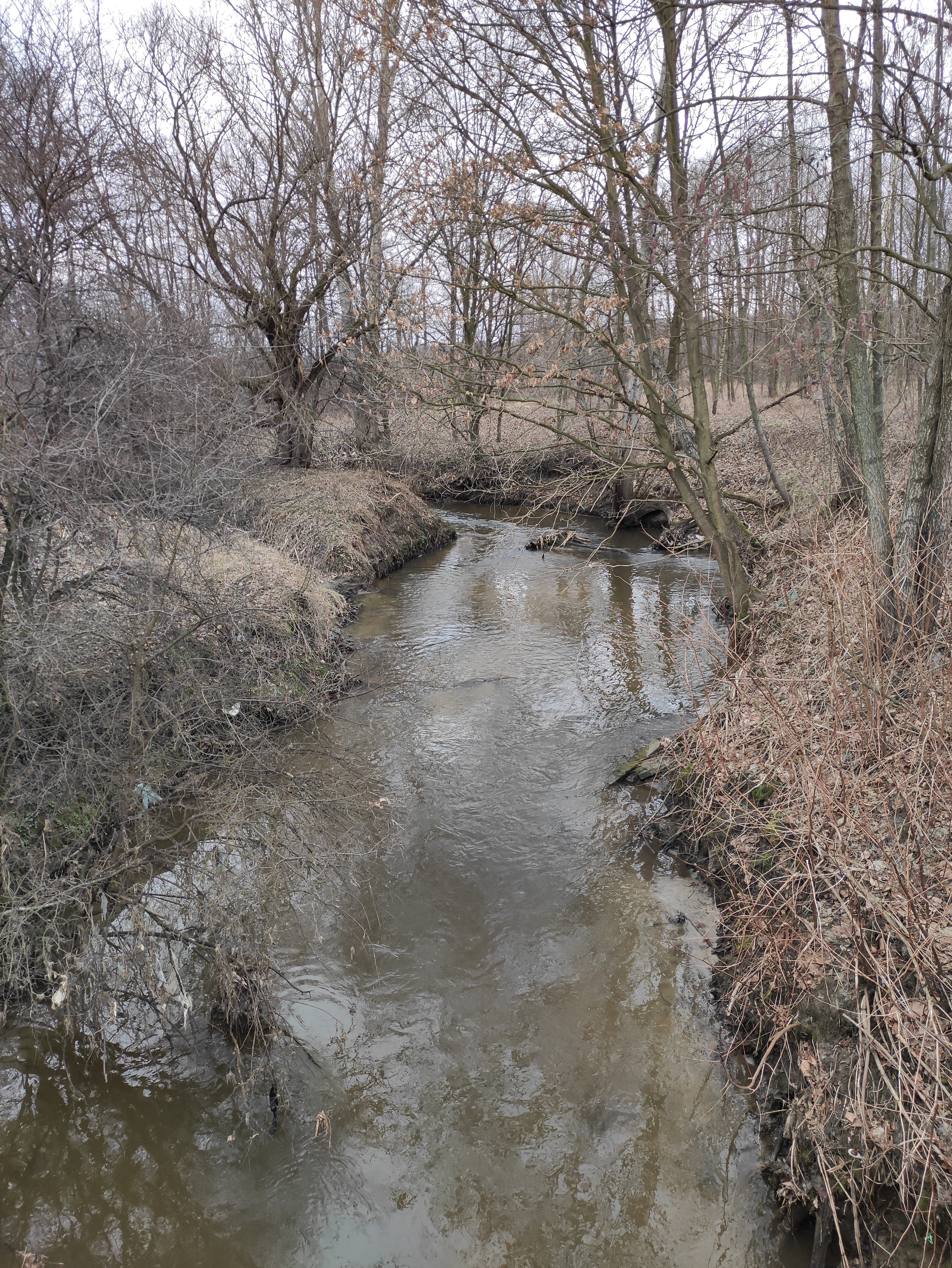